# Шуляков, Александр Николаевич
Александр Николаевич Шуляков (13 июня 1945 года, Иваново, СССР) — советский футболист, нападающий. Мастер спорта СССР (1967). Отличник физической культуры и спорта (2004).

## Биография
Родился в Иваново. До своего попадания в футбол занимался в секции лёгкой атлетики. В ивановский «Текстильщик» вошёл в 18 лет. В скором времени стал одним из лидеров команды и любимцем местной публики. Выступал на правом фланге атаки. Он отличался от своих партнёров скоростью и хорошей техникой. В 1968—1971 годах входил в состав сборной РСФСР. В 1971 году был приглашён в ленинградский «Зенит», однако ивановский обком КПСС не отпустил игрока из «Текстильщика». В 1975 году Шуляков покинул команду. Всего за неё в первенствах СССР провёл 349 игр и забил 51 мяч.
Несколько лет выступал в чемпионате Ивановской области за тейковское «Красное Знамя» и ивановский «Станкостроитель». В этих командах он действовал на позиции либеро. Становился победителем первенства и обладателем Кубка Ивановской области. В 1976 году окончил Ивановский госуниверситет.
Несколько лет отработал детским тренером в спортшколе Гороно № 4 и в СДЮШОР «Текстильщик». В 1992—1993 годах возглавлял ивановский «Кранэкс». В 1994 году ассистировал в этой команде Александру Чанову.
В 1995 году вновь вернулся в СДЮШОР «Текстильщик». В 2015 году вместе с Виктором Ивановым вёл группу ребят 2004 года рождения.